# Vittorio Crucillà
Vittorio Crucillà (* 1917 in Catania; † 4. Juli 2008) war ein italienischer Journalist und Filmregisseur.
Crucillà, der hauptsächlich als Journalist arbeitete, inszenierte 1949/1950 nach eigenem Buch den mittellangen Film Tragica alba a Dongo über die Gefangennahme und den Tod Benito Mussolinis, der beim Torino Film Festival gezeigt wurde, jedoch kaum in den Verleih kam.
Als Journalist gründete Crucillà die Zeitschrift Cinecorriere und begleitete das italienische Filmschaffen während einiger Jahrzehnte.